# زیریانکا
زیریانکا (به لاتین: Zyryanka) یک رود در روسیه است که در یاقوتستان واقع شده‌است.